# Grado (Gerichtsbezirk)
Der Gerichtsbezirk Grado ist einer der 18 Gerichtsbezirke in der autonomen Gemeinschaft Asturien.
Der Bezirk umfasst 7 Gemeinden auf einer Fläche von 1.224,13 km² mit dem Hauptquartier in Grado.

## Gemeinden
| Gemeinde             | Einwohner (2024) | Fläche km² | Dichte Einw./km² | Cod INE | Postleitzahl                     |
| -------------------- | ---------------- | ---------- | ---------------- | ------- | -------------------------------- |
| Belmonte de Miranda  | 1.394            | 208,01     | 7                | 33005   | 33830                            |
| Grado                | 9.688            | 216,68     | 45               | 33026   | 33119, 33820–33829, 33909, 33928 |
| Proaza               | 675              | 76,79      | 9                | 33052   | 33112–33114                      |
| Salas                | 4.799            | 227,11     | 21               | 33059   | 33860                            |
| Somiedo              | 1.065            | 290,10     | 4                | 33068   | 33940–33942                      |
| Teverga              | 1.539            | 173,81     | 9                | 33072   | 33111                            |
| Yernes y Tameza      | 136              | 31,63      | 4                | 33078   | 33826                            |
| Gerichtsbezirk Grado | 19.296           | 1.224,13   | 16               | –       | –                                |